# 緑川洋一
緑川洋一（みどりかわ よういち、1915年（大正4年）3月4日 - 2001年（平成13年）11月14日）は、写真家、歯科医師。生来の名は横山知（さとし）。二科会写真部会員。

## 経歴
岡山県邑久郡裳掛村虫明（現・瀬戸内市邑久町虫明）の呉服商の長男として生まれる。1932年（昭和7年）に上京し、日本大学専門部歯科に入学。1934年（昭和9年）、模型飛行機店の店主と合作でコンテストに応募したボート用スチームエンジンを、海軍省が50円で買い取る。これを元手にドイツ製カメラ・ペルケオを購入し写真撮影を始める。1936年（昭和11年）、日大専門部歯科を卒業。歯科医師国家試験に合格し、東京市蒲田区（現・大田区蒲田）の総合病院に勤務する。
翌1937年（昭和12年）、郷里の岡山市に横山歯科医院を開業する。1939年（昭和14年）より写真撮影を再開。緑川洋一の名で写真雑誌への投稿を始める。同じ岡山出身の写真家・写真雑誌編集者の石津良介（石津謙介の兄）の推薦により中国写真家集団に参加。同年、山崎治雄らとカメラクラブ「光芒会」結成。1945年（昭和20年）、岡山連隊区司令部が報道班を結成し、班員となる。岡山市を中心に戦災状況を撮影。しかし、終戦とともに連隊区司令部の命令で撮影したネガを全て焼却する。1946年（昭和21年）石津良介と写真工房を開設。1947年（昭和22年）石津の紹介で米子の写真家・植田正治と共に東京で秋山庄太郎、林忠彦、石津らが中心となり結成された写真家集団「銀龍社」に参加。以後、植田とは生涯親交を厚くしていた。
1967年（昭和42年）歯科医院を「緑川歯科医院」と改称。1978年（昭和53年）家庭裁判所より裁可があり、戸籍登録名を「緑川洋一」に改名。1981年（昭和56年）全国組織の写真集団「風の会」を主宰。1990年（平成2年）勲四等瑞宝章を受章。1992年（平成4年）岡山市西大寺・両備バス西大寺バスセンターの一角に「緑川洋一写真美術館」を開館、館長となる。2001年12月閉館。2001年（平成13年）胃ガンのため逝去。享年86。
郷里の眼前に横たわる瀬戸内海を数多く撮影した作品が有名である。郷里の虫明に別荘「緑山荘（ろくざんそう）」を構え、亡くなるまでよくここで撮影を行った。色彩と光に満ちた風景写真が多く「色彩の魔術師」「光の魔術師」と呼ばれた。歯科医の傍ら写真撮影を続け、生涯プロの写真家には転向しなかった。撮影日和になると臨時休診の札を掲げて医院を休み、撮影に出掛けることがしばしばあったという。

## 作品集
- 『こんぴら』（中村由信との共作 角川書店 1956年）
- 『瀬戸内海』（石津良介との共作 実業之日本社 1962年）
- 『瀬戸内海』（美術出版社 1962年）
- 『瀬戸内海と山陽路』（石津良介との共作 実業之日本社 1968年）
- 『THE INLAND SEA』（ドナルド･リッチーとの共作 ウエザーヒル出版社 1971年）
- 『古時計百種百話』（矢来書院 1973年/1976年）
- 『瀬戸内旅情』（集英社 1979年）
- 『緑川洋一旅日記』（日本カメラ社 1984年）
- 『瀬戸内海島めぐり（新潮社 1991年）
- 『日本の写真家22・緑川洋一』（岩波書店 1997年）